# Сума
Сума (лат. summa укупан број, збир; свота новца; износ, множина, број;; сума је расправа или трактат о једном подручју науке- синтеза цјелокупног знања, назив сколастичких приручника из теологије и филозофије, (Састављачи сума зову се сумисти), најзначајнији судови и изреке црквених отаца (међу овима најзначајнији је Тома Аквински и његова дјела Сума теологика (лат. Summa theologica) и Сума контра гентилес (лат. Summa contra gentiles ) ). У математици сума је исто што и збир.
Постоје:
- ин сума (лат. in summa) у свему, у цјелини, углавном, укратко,
- сума кум лауде (лат. summa cum laude) са највећом похвалом, са одличним успјехом (на школским дипломама),
- сума сумарум (лат. summa summarum) збир збирова, укупан збир, свега, укупно.[2]